# 조 (군사)
조(組, fire team)는 군대에서 비공식적으로 사용하는 병력 편성의 최소 단위로, 분대의 아래 단위이다. 대한민국 군대에는 없는 부대 편제이며, 미 육군과 미 해병대의 최하위 부대 편제이다.

## 목적
조는 전술적 유연성을 높이기 위하여 생긴다. 조원들은 같이 훈련을 받고 작전을 수행함으로써, 구성원 간의 의사소통 향상과 작전 효율을 극대화할 수 있기 때문이다.

## 구성
공식 편제상으로는 군대에서 가장 작은 병력 단위는 분대이나, 필요시에는 더 작은 단위인 조(주로 4명)로 편성하여 운용하기도 한다. 한국군에는 조 편제는 없으나, 분대를 분대장조와 부분대장조로 나눈다.

## 조장
조장은 주로 병장이나 상병이 맡는다.

## 같이 보기
- 보병
- 군사학